# Municipio de Onstad
El municipio de Onstad (en inglés: Onstad Township) es un municipio ubicado en el condado de Polk en el estado estadounidense de Minnesota. En el año 2010 tenía una población de 71 habitantes y una densidad poblacional de 0,77 personas por km².

## Geografía
El municipio de Onstad se encuentra ubicado en las coordenadas 47°37′28″N 96°22′26″O / 47.62444, -96.37389. Según la Oficina del Censo de los Estados Unidos, el municipio tiene una superficie total de 92.49 km², de la cual 92,39 km² corresponden a tierra firme y (0,11 %) 0,1 km² es agua.

## Demografía
Según el censo de 2010, había 71 personas residiendo en el municipio de Onstad. La densidad de población era de 0,77 hab./km². De los 71 habitantes, el municipio de Onstad estaba compuesto por el 95,77 % blancos y el 4,23 % eran de una mezcla de razas. Del total de la población el 1,41 % eran hispanos o latinos de cualquier raza.